# U.S. National Championships 1881
U.S. National Championships 1881 byl 1. ročník amerického tenisového turnaje. Odehrával se na travnatých dvorcích areálu Newport Casino v rhodeislandském Newportu, jakožto tenisové mistrovství USA, v termínu 31. srpna až 3. září 1881. V úvodním řočníku mohli startovat pouze členové klubů sdružených v americkém tenisovém svazu United States National Lawn Tennis Association. Na programu byly mužská dvouhra a mužská čtyřhra.

## Přehled finále

### Mužská dvouhra
- Richard Sears vs.  William E. Glyn, 6–0, 6–3, 6–2

### Mužská čtyřhra
- Clarence Clark /  Fred Taylor vs.  Arthur Newbold /  Alexander Van Rensselaer, 6–5, 6–4, 6–5